# Mailly-Maillet
Mailly-Maillet är en kommun i departementet Somme i regionen Hauts-de-France i norra Frankrike. Kommunen ligger i kantonen Acheux-en-Amiénois som tillhör arrondissementet Amiens. År 2022 hade Mailly-Maillet 638 invånare.

## Befolkningsutveckling
Antalet invånare i kommunen Mailly-Maillet
| Referens: INSEE |